# Нафтогазова інженерія (журнал)
«Нафтогазова інженерія» (англ. "Oil and Gas Engineering") — періодичне видання, науково-технічний журнал. 

## Реєстрація
ISSN 2518—1955.
Свідоцтво про державну реєстрацію: ПЛ № 1183-440Р від 01.12.2016

## Видавець
Видається з 2016 р. Частота видань — двічі на рік. Видавець: Полтавський національний технічний університет імені Юрія Кондратюка.

## Тематика
Науково-технічний збірник містить рубрики:
- НАФТОГАЗОВА ІНЖЕНЕРІЯ: ІСТОРІЯ ТА СУЧАСНІСТЬ
- ТЕОРЕТИЧНІ ОСНОВИ, ТЕХНІКА І ТЕХНОЛОГІЯ БУДІВНИЦТВА СВЕРДЛОВИН
- ТЕХНІКА І ТЕХНОЛОГІЯ ВИДОБУВАННЯ НАФТИ І ГАЗУ
- ТЕХНІКА ТА ТЕХНОЛОГІЇ НАФТОВИХ І ГАЗОВИХ ПРОМИСЛІВ
- ЗБЕРІГАННЯ ТА ТРАНСПОРТУВАННЯ НАФТИ І ГАЗУ

## Редакційна колегія
Відповідальний за випуск і редактор: д.т.н., проф. Білецький В. С.
- Число 1.
  - Україна: Білецький В. С. д.т.н., професор, дійсний член Гірничої академії України та Академії економічних наук України; Павленко А. М. д.т.н., професор; Гайко Г. І. д.т.н., професор, ДНЗ «Київська Політехніка»; Яремійчук Р. С. д.т.н., професор, м. Львів; Бойко В. С. д.т.н., професор ІФНТУ нафти та газу; Бондаренко В. І. д.т.н., професор, Національний гірничий університет, дійсний член Академії інженерних наук України; Бучинський М. Я. к.т.н., доцент ПолтНТУ; Вдовіченко А. І. ВГО «Спілка буровиків України»; Вітрик В. Г. к.т.н., ТОВ «НТП „Бурова техніка“», дійсний член УНГА; Закревський О. В., Карпатський експертно-технічний центр Державної служби України з питань праці; Орловський В. М. к.т.н., доцент ПолтНТУ; Матвієнко А. М. к.т.н., доцент ПолтНТУ; Політучий О. І. к.т.н., доцент ПолтНТУ; Лазаренко О. Г. к.т.н., доцент ПолтНТУ; Савик В. М. к.т.н., доцент ПолтНТУ; Дмитренко В. І., к.т.н., доцент ПолтНТУ.
  - Польща: Пйотр Салуга доктор габілітований «Краківська гірничо-металургійна академія», Alexander Szkarowski, D-r. hab. та Wieslawa Glodkowska, D-r. hab. — Politechnika Koszalinska.

- Число 2.
  - Україна: Білецький В.С., д.т.н., професор, Полтавський національний технічний університет імені Юрія Кондратюка, дійсний член Гірничої академії України та Академії економічних наук України, редактор випуску; Бойко В.С., д.т.н., професор, Івано-Франківський національний технічний університет нафти та газу; Бондаренко В.І., д.т.н., професор, Національний гірничий університет, дійсний член Академії інженерних наук України; Бучинський М.Я., к.т.н., доцент ПолтНТУ, головний механік ПрАТ «Пласт»; Вдовиченко А.І., голова правління ВГО «Спілка буровиків України», член-кореспондент Академії технологічних наук України; Вітрик В.Г., к.т.н., ТОВ «НТП «Бурова техніка», дійсний член Української нафтогазової академії (УНГА); Гайко Г.І., д.т.н., професор, Національний технічний університет «Київська Політехніка», член-кореспондент Академії будівництва України; Дмитренко В.І., к.т.н., доцент ПолтНТУ; Закревський О.В., Карпатський експертно-технічний центр Державної служби України з питань праці; Коболев В.П., д.г.н., с.н.с., завідувач відділу сейсмометрії і фізичних властивостей речовини Землі, Інститут геофізики ім. С.І.Суботіна НАН України; Лазаренко О.Г., к.т.н., доцент ПолтНТУ; керівник департаменту з буріння та свердловинних технологій ПрАТ «Нафтогазвидобування»; Матвієнко А.М., к.т.н., доцент ПолтНТУ; Орловський В.М., к.т.н., доцент ПолтНТУ; Політучий О.І., к.т.н., доцент ПолтНТУ, президент геолого-промислової корпорації «Горизонт»; Савик В.М., к.т.н., доцент ПолтНТУ. Фик І.М., д.т.н., професор, Національний технічний університет «Харківський політехнічний інститут», дійсний член Української нафтогазової академії; Яремійчук Р.С., д.т.н., професор, м. Львів.

- - Польща: Пйотр Салуга, доктор габілітований «Краківська гірничо-металургійна академія».

## Галерея

Всі статті номеру

## Інтернет-ресурси
- Нафтогазова інженерія, число 1.
- Нафтогазова інженерія, число 2. Нафтогазова інженерія, число 2. Сайт. Повний текст статей.

1. 1 2  The ISSN portal — Paris: ISSN International Centre, 2005. — ISSN 2518-1955